# Dynasty (Album)
Dynasty ist das siebte Studioalbum der US-amerikanischen Hard-Rock-Band Kiss. Es erschien 1979 und markierte musikalisch eine kurze Zwischenphase in der Geschichte der Rockgruppe, die durch die damalige Discowelle bedingt war. Das Album erreichte hohe Chartplatzierungen. International sehr bekannt und populär wurde der damalige Nummer-1-Hit I Was Made for Lovin’ You.

## Entstehungsgeschichte

### Einordnung in den musikalischen Hintergrund
Die musikalische Bandgeschichte kennt mehrere klar getrennte Phasen. Kiss hatten von 1974 bis 1977 mit Kiss, Hotter than Hell, Dressed to Kill, Destroyer, Rock and Roll Over und Love Gun sechs Studioalben aufgenommen, die vergleichsweise konstant und ohne größere Abweichungen ihren typischen Hard Rock aufwiesen. Als Abschluss dieser ersten Phase können die 1978 von allen vier Bandmitgliedern gleichzeitig herausgebrachten vier Soloprojekte gezählt werden, die jeweils unter dem Bandnamen erschienen. Mit dem Album Dynasty wichen Kiss 1979 erstmals von ihrer ursprünglichen Linie ab. Die Platte war das erste zweier Alben, die durch die seinerzeit starke, den Musikbereich weitgehend beherrschende Discowelle Ende der 1970er beeinflusst waren. Die Musik war daher stellenweise entsprechend poppig. Dynasty war das erste Album, das erst zwei Jahre nach dem vorangegangenen Studioalbum erschien.

### Entstehung und Ergebnis

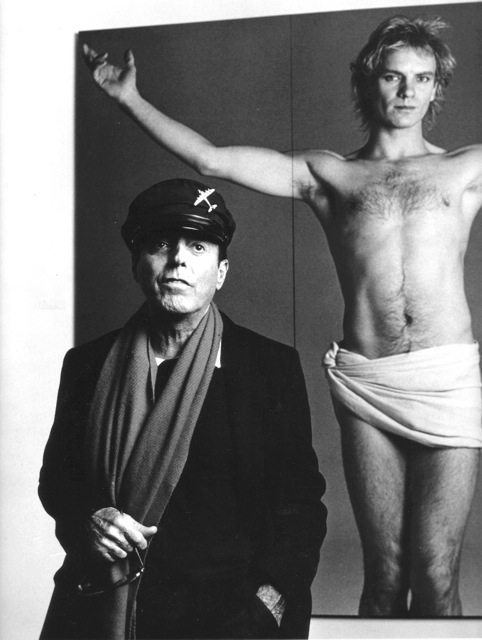
Fotografierte die Band für das Plattencover: Francesco Scavullo, hier vor seinem Porträt von Sting

Sänger und Rhythmusgitarrist Paul Stanley äußerte sich zur Entstehung des Albums so: „Ich stehe voll und ganz hinter Dynasty, nur bin ich mit der Produktion von einigen Songs nicht ganz einverstanden, es klingt manchmal einfach zu steril. Dadurch ging uns ein wenig die Schärfe verloren, es klang genauso wie Unmasked nach Weichspülmusik. Peter hatte bei Dynasty mit allerhand Problemen zu kämpfen, und die Band stand unter großem Druck, weshalb sie sich allen möglichen Lastern und Ablenkungen hingab. Aus diesem ganzen Chaos ist dann das Album entstanden. Die Produktion wird den meisten Songs nicht gerecht, aber das war damals für uns kein Problem. Wir versuchten verzweifelt, der Band etwas mehr Stabilität zu verleihen, und das Album erschien uns so sicherer. Bill [Aucoin, Manager, Anm.] war der Meinung, wir sollten ein breiteres Publikum ansprechen. Wir fragten uns natürlich, warum, doch darauf sollten wir nie eine Antwort bekommen. Das beste Mittel gegen zu aggressive Musik ist, die Gitarren herunterzudrehen und einen Synthesizer zu verwenden […]. Songs wie ‚Magic Touch‘ oder ‚Sure Know Something‘ hatten in Wirklichkeit weitaus mehr Pfiff, als auf dem Album zu erkennen ist. Dennoch landeten wir ausgerechnet mit einem Song von diesem Album unseren größten internationalen Hit [I was Made for Lovin' You]. Das Album markierte einen Richtungswechsel, es spiegelte mehr oder weniger unsere damalige Situation wider.“
Sänger und Bassist Gene Simmons äußerte sich zur Entstehungsgeschichte wie folgt: „Wir machten eine Phase durch, in der wir verschiedenes Material ausprobierten und der Meinung waren, daß wir uns nicht ständig wiederholen könnten. Wir wollten etwas frischen Wind in die Band bringen und herausfinden, ob wir das Ganze einen Schritt weiterbringen konnten. Zu dieser Zeit waren wir Jahr für Jahr die marktführende Gruppe im Bereich des Merchandise, die beliebteste Band beim Gallup Poll und so weiter. Wir spielten in riesigen Arenen. Deswegen dachten wir, es sei nicht genug, einfach nur eine Rock ’n’ Roll-Band zu sein, was natürlich unser größter Fehler war. […] Ich finde, daß sowohl ‚Dynasty‘ als auch ‚Unmasked‘ kein gelungener Schachzug von uns waren, denn wir verloren dadurch unseren Spirit. Zu der Zeit füllten wir Baseballstadien und hätten nie damit gerechnet, daß irgend etwas schief gehen könnte. Nicht zu vergessen natürlich unser ganzes Merchandise. Ich glaube, wir hoben damals ab und verloren den Sinn dafür, wer wir eigentlich waren. Zunächst waren wir eine Band gewesen, die sich vor allem auf laute Gitarren konzentrierte, doch plötzlich kamen Synthesizer zu unserer Musik hinzu. Das mag ja eine interessante Abwechslung sein, und ich finde kleine Richtungswechsel ja auch ganz gut, doch so etwas sollte man nicht übertreiben und es erst recht nicht zur Gewohnheit werden lassen. Ich denke, wir haben mit den Alben einen Fehler gemacht. Ein oder zwei Songs gefielen mir ja noch ganz gut, doch die anderen Songs konnte ich nicht gutheißen. Wir waren ganz schön mutig. Ich meine, ‚I Was Made for Lovin’ You‘ war weltweit ein Smash-Hit, aber er paßte nicht zu Kiss, denn er verkörperte unsere eigentliche Identität nicht.“

## Titelliste
1. I Was Made for Lovin’ You – 4:30 (Gesang: Paul Stanley; Text und Musik: Paul Stanley, Desmond Child, Vini Poncia)
2. 2,000 Man – 4:55 (Gesang: Ace Frehley; Text und Musik: Mick Jagger, Keith Richards)
3. Sure Know Something – 4:01 (Gesang: Paul Stanley; Text und Musik: Paul Stanley, Vini Poncia)
4. Dirty Livin’ – 4:27 (Gesang: Peter Criss; Text und Musik: Peter Criss, Vini Poncia, Stan Penridge)
5. Charisma – 4:25 (Gesang: Gene Simmons; Text und Musik: Gene Simmons, Howard Marks)
6. Magic Touch – 4:42 (Gesang: Paul Stanley; Text und Musik: Paul Stanley)
7. Hard Times – 3:31 (Gesang: Ace Frehley; Text und Musik: Ace Frehley)
8. X-Ray Eyes – 3:46 (Gesang: Gene Simmons; Text und Musik: Gene Simmons)
9. Save Your Love – 4:40 (Gesang: Ace Frehley; Text und Musik: Ace Frehley)

## Singleauskopplungen
Insgesamt gab es drei Single-Auskopplungen: I Was Made for Lovin’ You, Sure Know Something und Dirty Livin’.
Das Lied I Was Made for Lovin’ You wurde zum Hit und aufgrund seiner eingängigen Melodie zum Ohrwurm. Der Song war erheblich, mehr noch als die meisten anderen Stücke auf dem Album, durch die Discomusik geprägt. Paul Stanley, der das Lied schrieb, gab an, solchen Stoff könne er „im Schlaf“ schreiben. In Deutschland war der Titel vom 28. Juli 1979 bis zum 16. November 1979 insgesamt 16 Wochen in den Top Ten. Die Höchstplatzierung lag ab 8. September 1979 für vier Wochen bei Platz 2. Ein derartiger Erfolg hat sich für Kiss in Deutschland bislang nicht wiederholen können. Ein Nummer-1-Hit wurde der Song in Kanada, den Niederlanden und Neuseeland. Den 2. Platz erreichte er in Australien, Frankreich und der Schweiz. In Österreich gelangte das Lied auf Platz 6. In den norwegischen Charts reichte es mit Platz 10 noch für die Top Ten. Anders in den USA: Dort war das Stück immerhin noch auf Platz 11 erfolgreich. Abgeschlagen mit Platz 50 wurde der Song in Großbritannien kein Hit.
Sure Know Something war der zweite Hit: In den Niederlanden erreichte er Platz 3, in Australien Platz 5, in Neuseeland Platz 11, in Deutschland Platz 28, in den USA Platz 47 und in Kanada Platz 48.
Dirty Livin schaffte es in Deutschland immerhin auf Platz 25.
Maxisingles
Die Lieder I Was Made for Lovin’ You und Dirty Livin wurden für die Veröffentlichung als Maxisingle von Jim Burgess remixed und erschienen in einer jeweils längeren Fassung als die Singles.

## Kritiken
- Pop meinte 1979: Nach ihren Solo-Alben mit verschiedenen Einflüssen sind auch auf dieser gemeinsamen LP die vier Einzelmusiker deutlicher herauszuhören als dies auf früheren Kiss-LPs der Fall gewesen ist. Neben den gewohnten rüden Rock'n'Rollern liebäugeln die Kisser nun auch mit dem Disco-Zug (unüberhörbar im Titel „I Was Made for Lovin' You“), wobei man zur erfolgreichen Gratwanderung selbst als Verächter der „genormten Tanzmusik“ gratulieren muss. Auch zur eigenwilligen und eigenständigen Wiederbelebung eines relativ unbekannt gebliebenen Stones-Titels („2.000 Man“) gibt's nur einen möglichen Kommentar: feine Sache, super gemacht![5]
- Popfoto meinte 1979: Die Schleck-Schocker – nach ihren Soloausflügen zum erstenmal wieder gemeinsam auf einer Platte – lassen es diesmal etwas weniger hitzig angehen. Sie haben offenbar den Reiz von schönen Melodien und eingängigen Refrains entdeckt und versuchen nun, ihren Hardrock damit zu veredeln. Dabei ist sogar eine überraschend gute Hit-Single abgefallen: „I Was Made for Lovin' You“[6]
- Rocky meinte 1979: Die 15. LP der amerikanischen Rock-Dämonen ist zugleich ihre härteste. Der Wahnsinns-Sound geht durch Mark und Bein und hämmert aufs Nervenkostüm. Erstmals nun mit „Disco-Peitschen“.[7]
- Hammer meinte 2003: In den Siebzigern räumten Kiss ab: Mit Hotter Than Hell (1974), Dressed to Kill und Alive (beide 1975) oder auch Destroyer (1976) etablierten sie sich als eine der erfolgreichsten amerikanischen Rock-Bands mit zahllosen Gold- und Platinauszeichnungen sowie Verkaufszahlen in zweistelliger Millionenhöhe. Dynasty markierte nicht nur das Ende eines überaus erfolgreichen Jahrzehnts, sondern war auch das vorerst letzte Album mit Schlagzeuger Peter Criss. Der Smash-Hit „I Was Made for Lovin' You“ avancierte zum Disco-Knüller und zählt noch heute zu den Klassikern der Rock-Geschichte.[8]

## Kommerzieller Erfolg

### Chartplatzierungen
Das Album erreichte hohe Chartplatzierungen und war in einigen Ländern in den Top Ten vertreten. In Australien und Neuseeland erreichte die LP Platz 2, in Kanada Platz 7, in Deutschland Platz 8, in den USA Platz 9, in Österreich Platz 13, in Schweden Platz 17, in Japan Platz 21, in Norwegen Platz 34 und in Großbritannien nur Platz 50.
| ChartsChartplatzierungen       | Höchstplatzierung | Wochen |
| ------------------------------ | ----------------- | ------ |
| Deutschland (GfK)              | 8 (60 Wo.)        | 60     |
| Österreich (Ö3)                | 13 (14 Wo.)       | 14     |
| Vereinigte Staaten (Billboard) | 9 (25 Wo.)        | 25     |
| Vereinigtes Königreich (OCC)   | 50 (6 Wo.)        | 6      |

| ChartsJahrescharts (1979) | Platzierung |
| ------------------------- | ----------- |
| Deutschland (GfK)         | 32          |

### Auszeichnungen für Musikverkäufe
Das Album erreichte in den USA am 6. Juni 1979, bereits wenige Wochen nach seinem Erscheinen, den Gold-Status mit 500.000 verkauften Kopien. Am 10. Juli 1979 waren es bereits 1.000.000 Exemplare und erhielt somit Platin-Status. In Kanada erreichte die LP im November 1979 mit 200.000 verkauften Exemplaren Doppel-Platin.
| Land/Region               | Auszeichnungen für Musikverkäufe (Land/Region, Auszeichnung, Verkäufe) | Verkäufe  |
| ------------------------- | ---------------------------------------------------------------------- | --------- |
| Kanada (MC)               | 2× Platin                                                              | 200.000   |
| Neuseeland (RMNZ)         | Platin                                                                 | 20.000    |
| Niederlande (NVPI)        | Platin                                                                 | 100.000   |
| Vereinigte Staaten (RIAA) | Platin                                                                 | 1.000.000 |
| Insgesamt                 | 5× Platin ·                                                            | 1.320.000 |